# پی‌بی‌اف انرژی
پی‌بی‌اف انرژی (انگلیسی: PBF Energy) شرکت نفت آمریکایی است، که در سال ۲۰۰۸ تأسیس شد.